# Andersonoplatus bechyneorum
Andersonoplatus bechyneorum es una especie de escarabajo del género Andersonoplatus, familia Chrysomelidae. Fue descrita científicamente por Linzmeier & Konstantinov en 2018.
Habita en Venezuela.

## Descripción
La longitud del cuerpo es de 2,32–2,64 mm y ancho 1,29–1,40 mm., pronoto y élitros con poco pelaje. A. bechyneorum es de color castaño.